# Fil·lodi

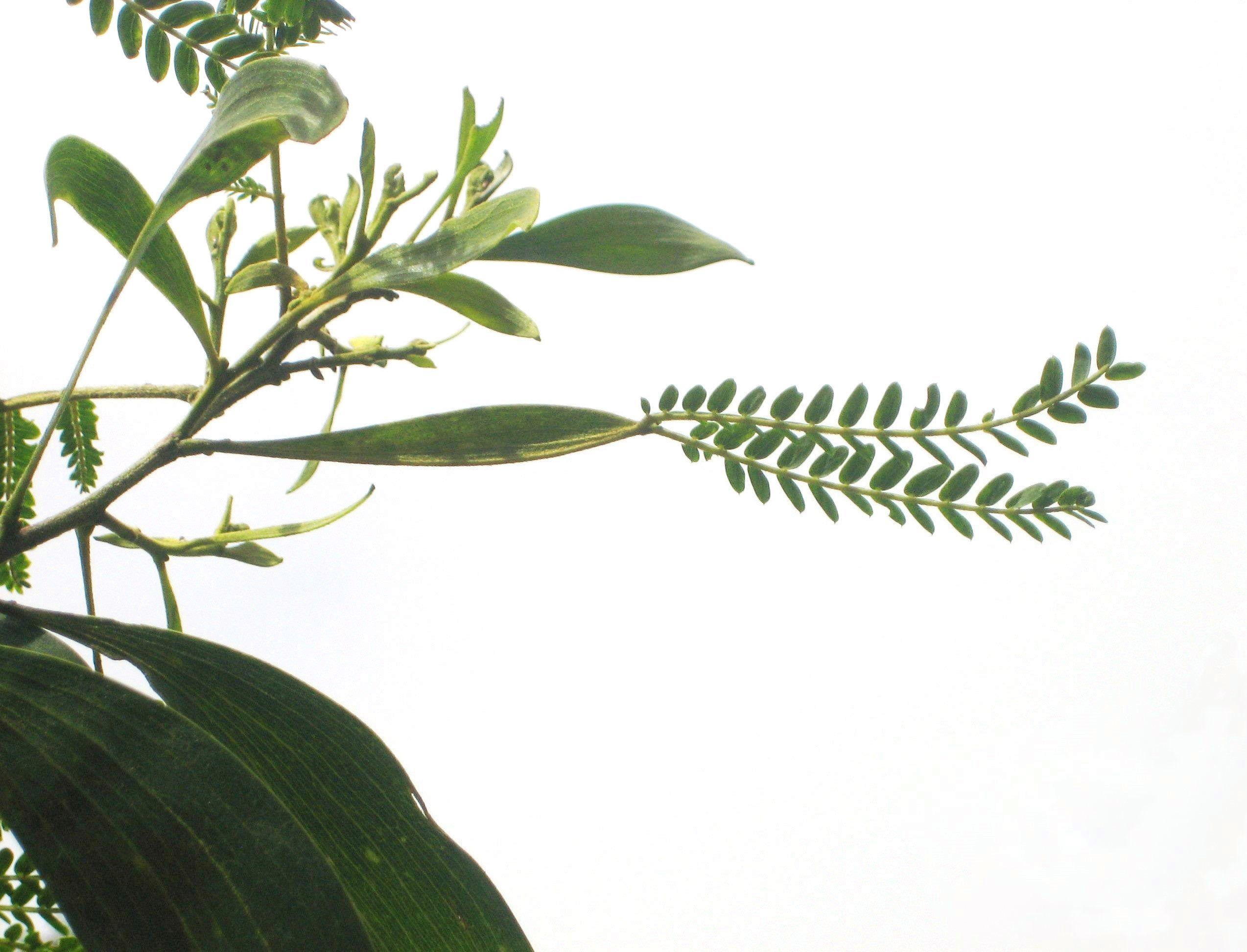
Acacia koa amb fil·lodis entre la branca i la tija de les fulles.

En botànica, s'anomena fil·lodi a un òrgan laminar que pareix ser una fulla, però que pel seu origen evolutiu, la seua ontogènesi (el seu procés de desenvolupament) i la seua anatomia interna resulta no ser-ho. En general, es tracta de pecíols dilatats que compleixen en algunes plantes la fotosíntesi que normalment correspon a les fulles, a les que funcionalment substitueixen.
Exemples de fil·lodis els tenim en algunes de les moltes espècies del gènere Acacia. La major part d'aquestes tenen fulles recompostes, però algunes presenten en el seu lloc fil·lodis. En les plàntules d'algunes d'aquestes espècies s'observen formes transitòries entre les fulles i els fil·lodis.